# 唐梦赉
唐梦赉（1627年—1698年），字济武，號岚亭，别號豹襶，山東淄川人，清朝政治人物、文学家，同進士出身。

## 生平
唐梦赉生于明天启七年（1627年），顺治五年（1648年）中举人，次年成進士。改庶吉士，授检讨，後因事罷歸。
唐梦赉與蒲松龄有交往，曾與高珩、蒲松龄等东游崂山。康熙十二年（1673）七月下旬，又與蒲松龄游览泰山。康熙二十八年（1689年）曾纂修《济南府志》。唐梦赉與高珩都曾為《聊斋志异》写序。王士禛评其詩文：“盖先生之胸中，浩浩然，落落然，如云之行太空，如风之行于江海，入世出世，随所遇而发之，而未尝有所执也。故其文近于蒙庄，而其诗近于东坡，读者欲以拘墟之见，尺寸而测之，失其意矣。”著有《志壑堂集》二十四卷。

## 外部連結
- 清初进士唐梦赉画像像赞考述[永久] 淄川廣電網